# Умовний вибір
Умовний вибір (англ. Conditional election) — це християнська віра в те, що Бог обирає для вічного спасіння тих, хто, за напередвизначенням, буде вірити в Христа. Ця віра підкреслює значність свободної волі людини. Протилежна точка зору, знана як безумовний вибір, є віра в те, що Бог обирає тих, кого забажає, засновуючись на власних мотивах і цілях, що здійснюються незалежно від волі людини. Це питання давно вже являє собою тривалий предмет суперечки між кальвіністами та армініанами.